# Slaves to the Underground
Pour plus de détails, voir Fiche technique et Distribution.
Slaves to the Underground est un film américain réalisé par Kristine Peterson, sorti en 1997.

## Synopsis
Le girls band "No Exits" enregistre un nouvel album.

## Fiche technique
- Titre : Slaves to the Underground
- Réalisation : Kristine Peterson
- Scénario : Bill Cody
- Producteur :
- Production : NEO Motion Pictures
- Musique :
- Pays de production :  États-Unis
- Langue originale : anglais américain
- Lieux de tournage : États-Unis
- Format : couleurs
- Genre : Comédie dramatique, romance saphique
- Durée : 93 minutes
- Date de sortie :
  - États-Unis : 14 novembre 1997

## Distribution
- Molly Gross : Shelly
- Jason Bortz : Jimmy
- Marisa Ryan : Suzy
- Bob Neuwirth : Big Phil
- Natacha La Ferriere : Zoé (créditée comme Natacha LaFerriere)
- Claudia Rossi : Brenda
- James Garver : Brian
- Peter Szumlas : Dale
- Hunt Holman : Paul
- Andrew Thacher : Clerk
- Mark Pinckney : Cop
- Shandell Sosna : Hildy
- Bill Johns : Joe Burke
- Wendy Savage : la fille #1
- Tia Hubbard : la fille #2